# عين هاحوريش
عين هاحوريش هي مستعمرة أقيمت على أراضي المنشية في فلسطين المحتلة تعتمد على الزراعة. وهي تتبع إدارياً إلى مجلس وادي حيفر (الحوارث) الإقليمي. تأسست في عام 1931 من قبل مهاجرين من شرق أوروبا ينتمون لحركة هشومير هتسعير الصهيونية.

## معرض صور

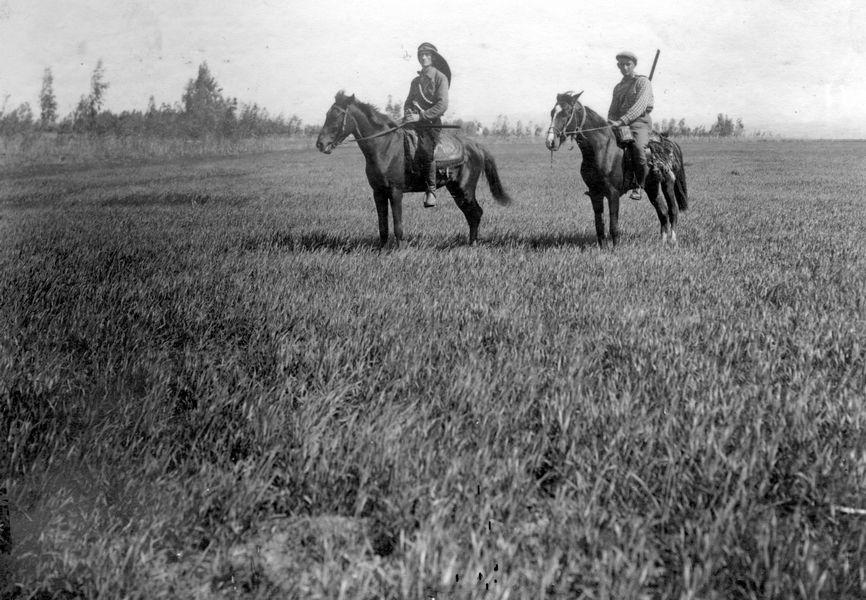
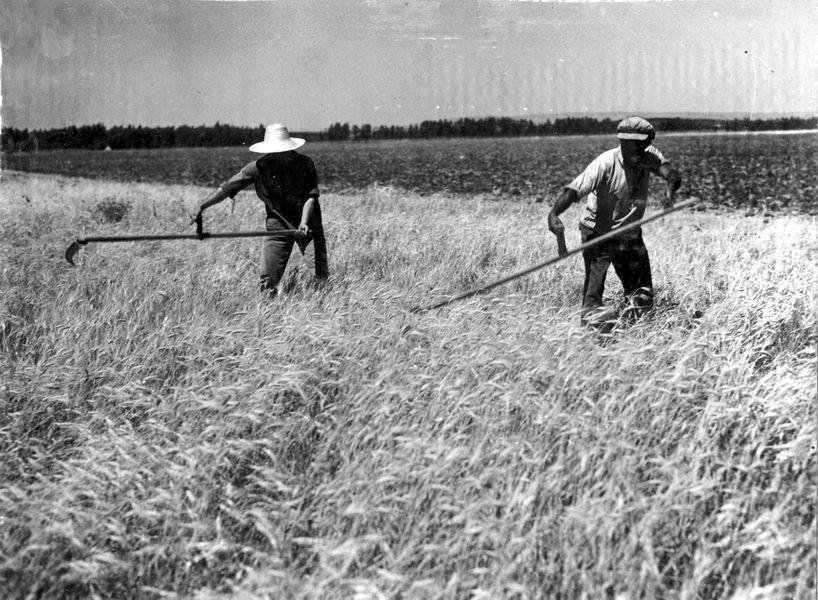
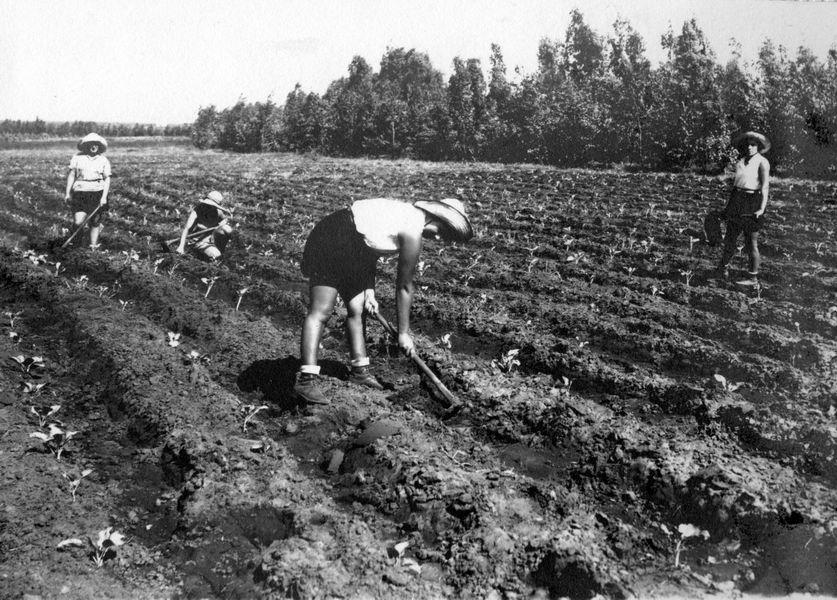
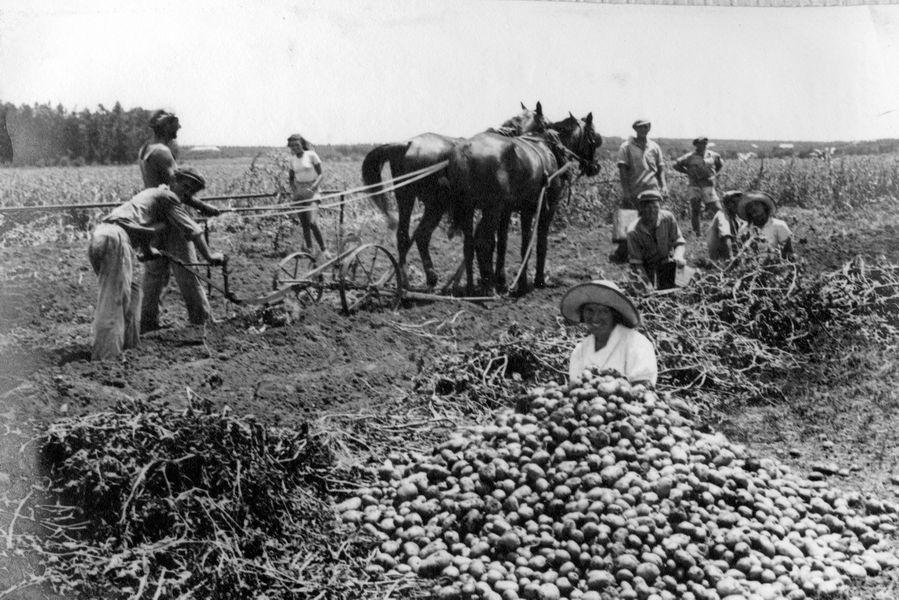
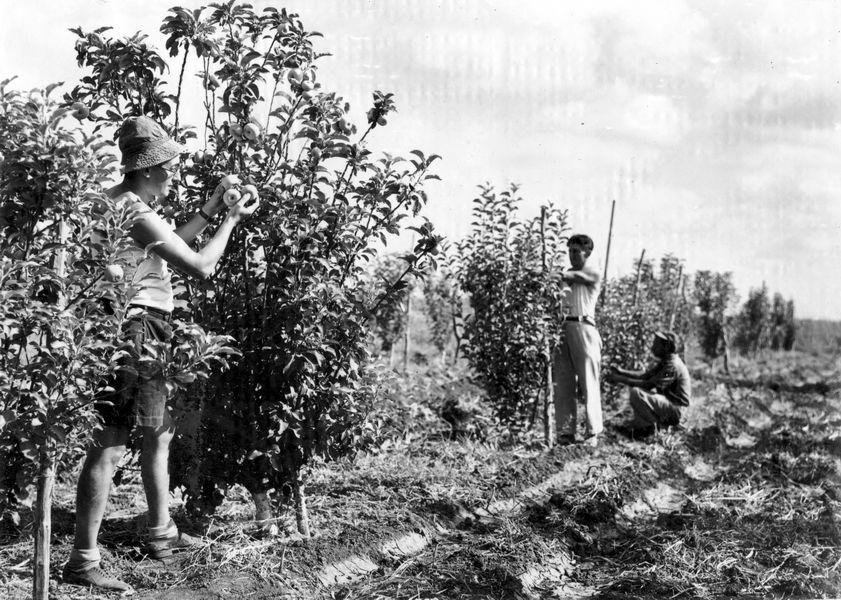
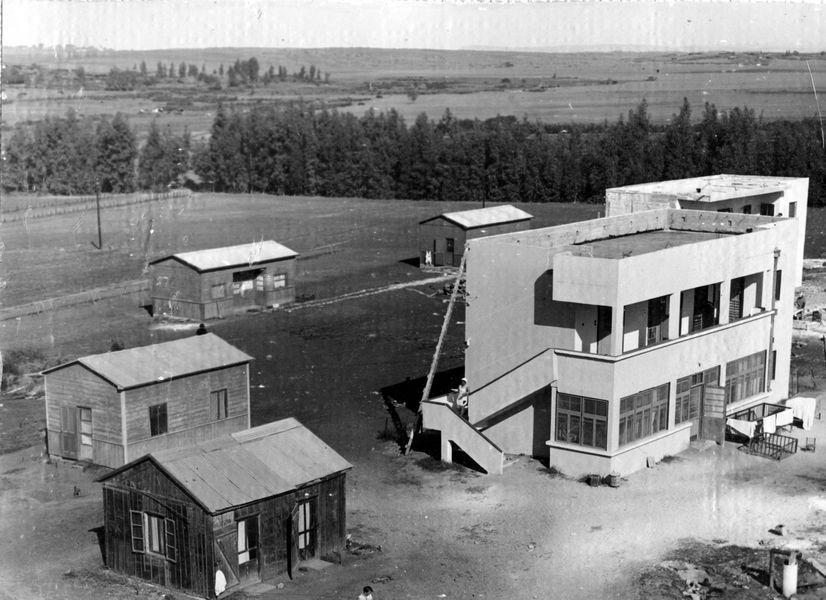
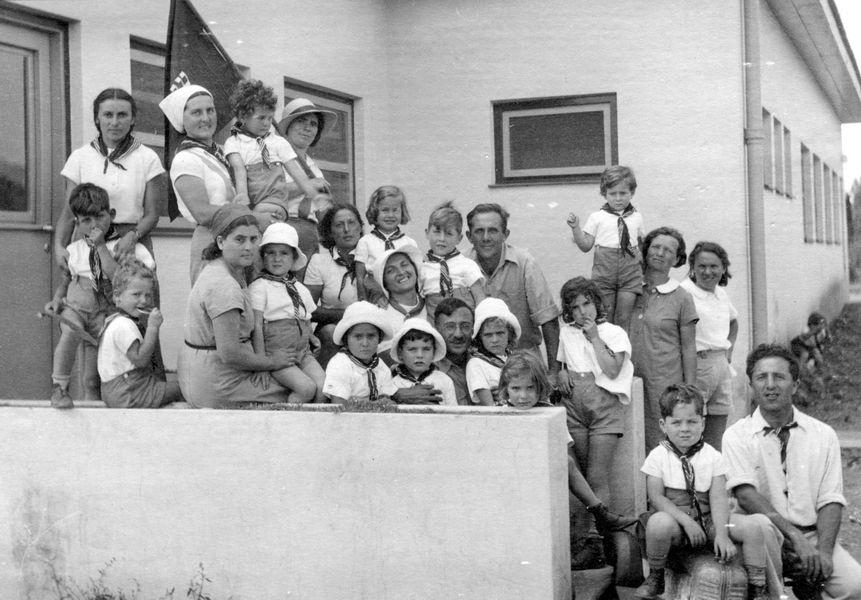
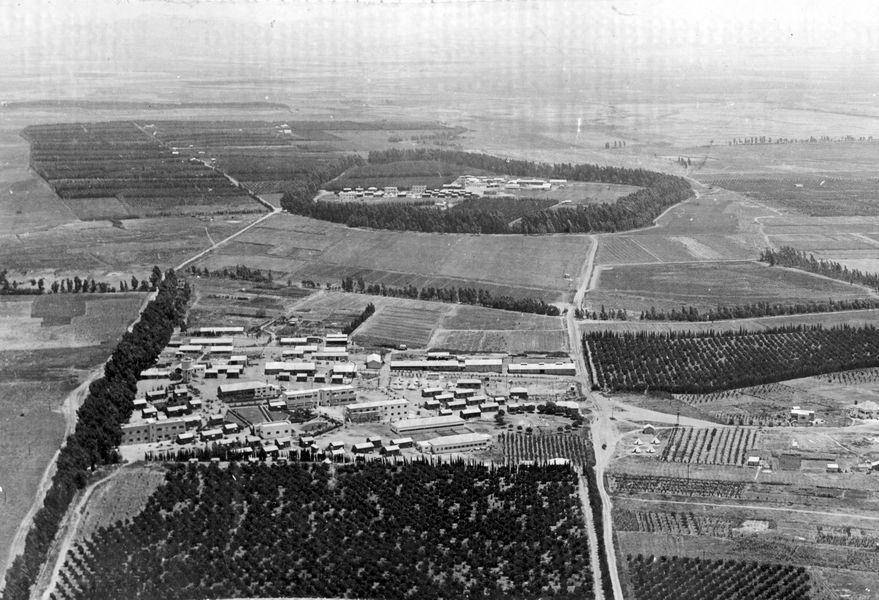
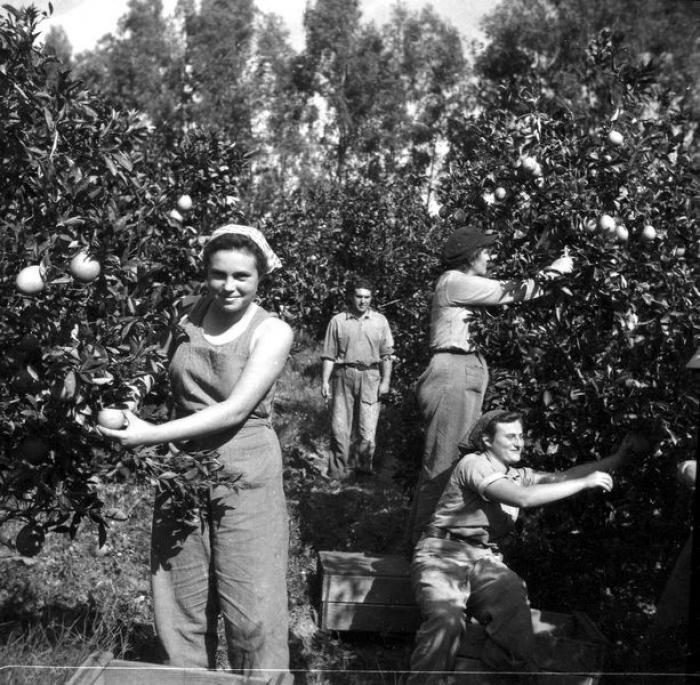
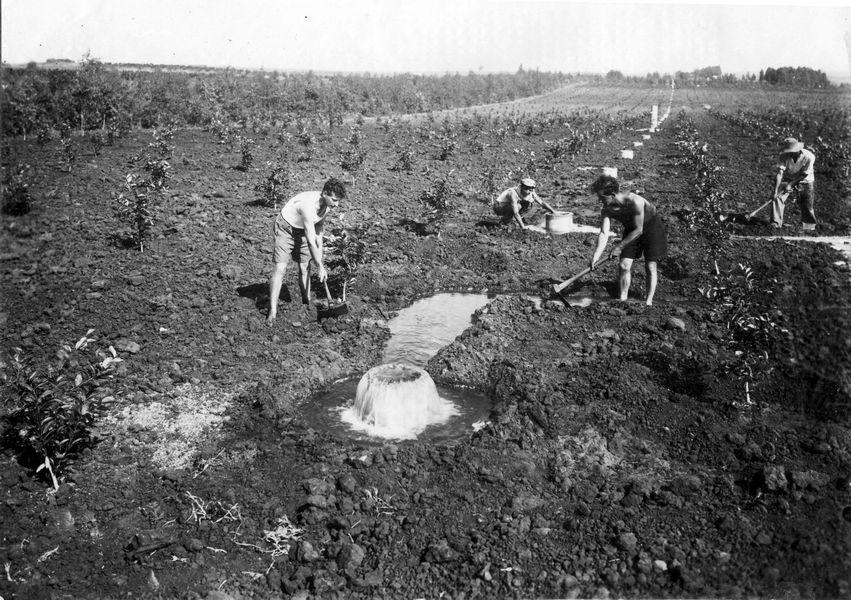
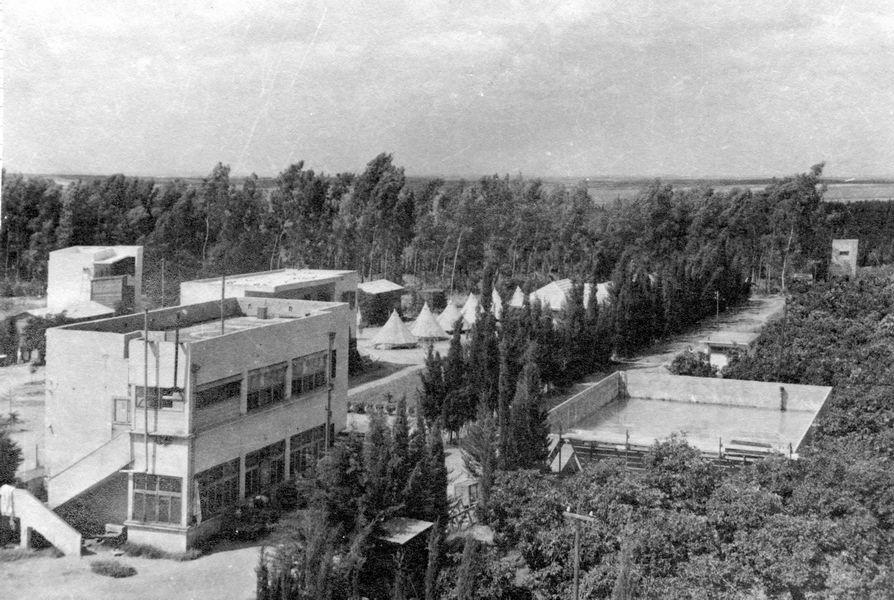

## أعلام
- بيني موريس